# Luoyang
Luoyang (xinès simplificat: 洛阳, xinès tradicional: 洛陽, pinyin: Luòyáng) és una ciutat-prefectura de la província de Henan en la República Popular de la Xina. Té més de set milions d'habitants (2020) i abasta una àrea de 15.208 km².

## Història
Localitzada en la plana central de la Xina, Luoyang és una de les set capitals antigues de la Xina. La ciutat original va ser construïda al segle xi aC. i va rebre el nom de Chengzhou. Va ser la capital de la dinastia Zhou des del 770 aC. La ciutat va ser destruïda per una guerra civil en el 510 aC i reconstruïda a l'any següent per petició del rei.
El 27 de novembre de l'any 25 aC, Luoyang va ser declarada capital de la dinastia Han Oriental per l'Emperador Guangwu de Han. La dinastia Wei i la dinastia Jin també es van establir en Luoyang. Durant diversos segles, Luoyang va ser el centre de gravetat de la Xina. No obstant això, la fi de la dinastia Jin va portar la destrucció a la ciutat.
En l'any 68, es va construir el primer temple budista de la Xina, el Temple del Cavall Blanc. El temple encara existeix pero quasi no queda res de la construcció original. El temple actual és, majoritàriament, del segle xvi.
En l'any 493, la dinastia Wei del Nord va traslladar la capital de Datong a Luoyang i va iniciar la construcció de les Grutes de Longmen. Más de 30.000 imatges budistes de l'època d'aquesta dinastia es van trobar en aquestes grutes.
L'any 907 es va convertir en la nova capital de Liang posteriors. que va sobreviure fins al 923, quan foren destruïts per Tang posteriors.
Un cap dels kitan, An Lu Shan, es va apoderar de Luoyang el 755 i l'emperador Xuanzong va fugir de Chang'an cap a Jiangnan que caigué en mans dels revoltats, mentre el seu fill Li Heng va anar a Lingwu on, el 12 d'agost va ser declarat emperador Suzong. An Lu Shan va establir la dinastia Yan fent de Luoyang la seva capital i l'emperador Suzong va demanar ajut als uigurs i van atacar primer Chang'an, que van recuperar el 29 d'octubre després de la batalla del Temple Xiangji, convertint-la de nou en la capital Tang, i Luoyang després de derrotar-los a la batalla del Pas Tong el 30 de novembre.

## Llocs d'interès
- Les Grutes de Longmen són considerades Patrimoni de la Humanitat des de novembre de 2000.
- El temple del cavall blanc està a 12 quilòmetres a l'est de la ciutat moderna.
- Guanlin, un conjunt de temples construïts en honor de l'heroi del període dels tres Regnes, Guan Yu.
- El Museu Luoyang de Tombes antigues, és l'únic museu d'aquestes característiques en tota Xina.